# 무책임 함장 테일러의 에피소드 목록
다음은 무책임 함장 테일러의 에피소드 목록이다.

## TV 시리즈
1. 신비한 무책임 남자
2. 이봐! 행복한 연금 생활!
3. 선박은 출항하지만 의혹은 남아있어
4. 적! 위기! 우리는 항복!
5. '백색의 천사'는 'H'로 시작해
6. 도마뱀 꼬리 이야기
7. 신사의 말은 자신의 유대야
8. 인생은 짧아서 여자는 죽여야해
9. 꽃에게 소원을 빌때
10. 마음의 눈 반맹, 고난으로 향하다
11. 여자는 좌절에서 꽃을 피우다
12. 소요카제가 사라진 날
13. 준비가 되었어
14. 부드러운 방정식
15. 빛나다! 위험한 세균!
16. 이상한 사랑
17. 부당한 탈출
18. 고백의 장소
19. 잠자는 숲속의 미녀
20. 잘 처리된 계획
21. 파코파코 주니어!
22. 하나의 힘
23. 우주에서 가장 긴 날
24. 스냅! 스냅! 딱딱! 스냅!
25. 마이웨이는 어려운 길
26. 그에게 천재는 아무 규칙이 없었어

## OVA판
1. 테일러의 전쟁 1부
2. 테일러의 전쟁 2부
3. 16의 존재 법칙
4. 사무라이의 좁은 탈출구
5. 하이테크의 대항
6. 화이트 크리스마스
7. 하늘만 맑으면 1부
8. 하늘만 맑으면 2부
9. 지상에서 영원으로 1부
10. 지상에서 영원으로 2부